# روي باينز
روي باينز (بالإنجليزية: Roy Baines)‏ هو مدرب كرة قدم ولاعب كرة قدم بريطاني، ولد في 7 فبراير 1950 في دربي في المملكة المتحدة. لعب مع سانت جونستون ونادي سلتيك ونادي غرينوك مورتون ونادي هيبرنيان.